# Nova Santa Rosa
Nova Santa Rosa este un oraș în Paraná (PR), Brazilia.